# L'Âne d'or (film)
Pour plus de détails, voir Fiche technique et Distribution.
L'Âne d'or (L'asino d'oro: processo per fatti strani contro Lucius Apuleius cittadino romano) est une comédie érotique italienne réalisée par Sergio Spina et sortie en 1970.
Le film est librement inspiré des Métamorphoses, également connu sous le titre L'Âne d'or (Asinus aureus), un roman écrit par Apulée au IIe siècle.

## Synopsis
Dans l'ancien Royaume de Maurétanie (IVe siècle av. J.-C.-42 apr. J.-C.), le jeune Romain Lucius Apulée et son ami Aristomène vivent une série de mésaventures dues aux expériences de transformation d'une sorcière, qui amènent Lucius à se comporter comme un homme lorsqu'il est sous l'apparence d'un âne et comme un âne lorsqu'il redevient un homme.

## Fiche technique
- Titre français : L'Âne d'or[1]
- Titre original : L'asino d'oro: processo per fatti strani contro Lucius Apuleius cittadino romano[2]
- Réalisateur : Sergio Spina
- Scénario : Carlos Saboga, Sergio Spina, Alfredo Tucci
- Photographie : Angelo Lotti
- Montage : Gianmaria Messeri
- Musique : Teo Usuelli
- Décors : Elena Ricci
- Production : Solly-V. Bianco, Ahmed Rachedi
- Société de production : Filmes Cinematografica (Rome), Office national pour le commerce et l'industrie cinématographique (Alger)
- Pays de production :  Italie -  Algérie
- Langue de tournage : italien
- Format : Couleur
- Durée : 95 minutes
- Genre : Decamerotico
- Dates de sortie :
  - Italie : 27 août 1970

## Distribution
- Barbara Bouchet : Pudentilla
- Samy Pavel : Lucius Apuleius
- John Steiner : Aristomenes
- Paolo Poli : Genesius
- Leopoldo Trieste : Rufinius
- Marisa Fabbri (it) : la sorcière
- Dada Gallotti : Birrena
- Luigi Bonos (it) : le mari de Birrena
- Lorenzo Piani : l'amant de Birrena
- Enzo Fiermonte : Proconsul
- Steffen Zacharias (it) : Milone
- Anna Zinnemann (it) : Panfilia